# Vân tước lưng xám
Vân tước lưng xám, tên khoa học Eremopterix verticalis, là một loài chim trong họ Alaudidae.